# Vengeance
Pour les articles homonymes, voir Vengeance (homonymie).

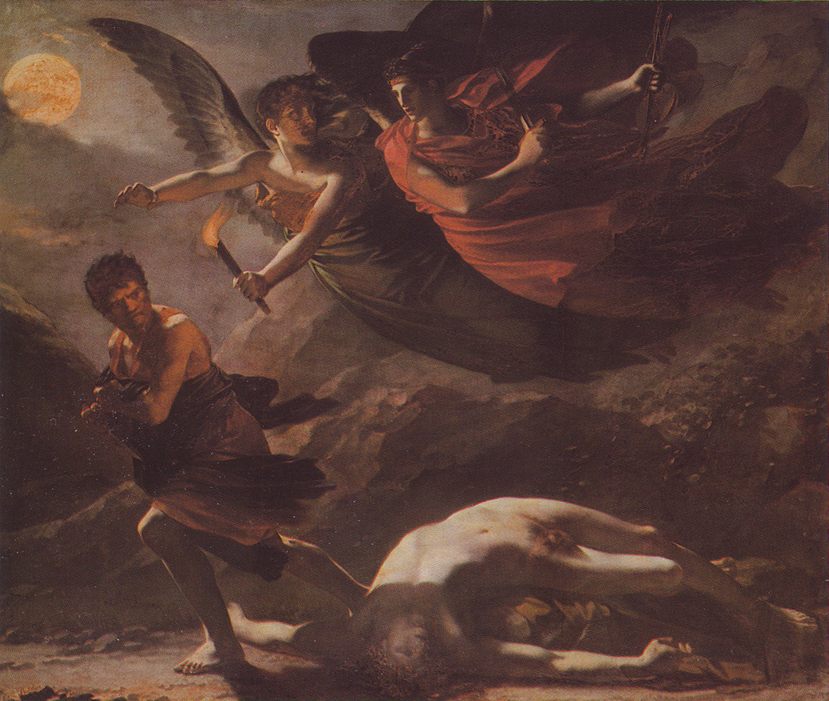
La Justice et la Vengeance Divine poursuivant le Crime, 1808 (musée du Louvre) de Pierre Paul Prud'hon.

La vengeance est l'action de nuire à une autre personne ou à un groupe dans le but de punir ou d'obtenir réparation d'un acte considéré comme offensant (meurtre, insulte, trahison, vol…). On peut aussi bien parler de vengeance pour des personnes physiques, morales, que pour des groupes sociaux ou des institutions.
Dans les sociétés claniques, la solidarité oblige tout le clan jusqu'à un certain degré de parenté ou d'alliance à participer à la vengeance, on parle généralement de « vendetta ». Originellement, la vendetta est la vengeance d'un meurtre ou d'une simple offense, qui oppose deux familles ou clans sur une longue période de temps, telle que pratiquée en Corse, en Sardaigne et en Sicile en particulier, d'où le terme « vendetta » qui n'est autre que « vengeance » en italien.

## Origine et objectif
La vengeance est un acte d'origine émotionnelle, justifiée par la frustration ou la haine d'une entité qui nous a causé du tort, directement ou indirectement (en heurtant nos pairs par exemple).[réf. nécessaire]
La justice publique a très tôt jugulé certaines formes de vengeance (« justice privée ») du fait de son pouvoir destructeur de la société, comme constructeur. En effet, bien que les effets destructeurs collatéraux de la vengeance soient généralement faciles à trouver, il faut ajouter que la vengeance peut aussi contribuer à la cohésion d'un groupe, l'unissant par un sentiment, des valeurs ou un(des) ennemi(s) communs (exemple : les crimes de guerre des Alliés de la Seconde Guerre mondiale).[réf. nécessaire]

## Cas de vengeances chez les autres animaux
La vengeance n'est pas propre aux êtres humains. On rapporte des épisodes de vengeance d'éléphants de cirque sur leurs dompteurs, en réponse aux maltraitances que ces derniers leur infligent ou leur ont infligées. En décembre 2000, le journal saoudien Al Riyadh a rapporté qu'un groupe de babouins hamadryas s'étaient embusqués sur le bord de la route pendant trois jours, afin de lapider un automobiliste qui avait précédemment écrasé un des membres de leur groupe.

## Justice
(mars 2022).
Parmi les textes anciens, on trouve par exemple la loi du Talion qui cadre la vengeance en exigeant qu'elle soit proportionnée au tort causé par l'agresseur.
Dans le cadre du contrat social moderne, l'État refuse au citoyen le droit de se faire justice à soi-même. Seul l'État a le devoir et le droit de punir les malfaiteurs. Une punition juste et proportionnée est communément acceptée et la vengeance est alors désignée comme primitive et barbare. Cependant, pour la professeur de droit à l'Université Fordham, Thane Rosenbaum, la différence entre vengeance et justice n'est pas aussi grande qu'il ne paraît. Pour plusieurs[Qui ?], la vengeance n'est qu'une partie de l'arsenal de la justice.
La plupart des gens autour du monde[Qui ?] soutiennent la peine de mort, souhaitant que les systèmes juridiques punissent les coupables proportionnellement à leurs crimes, et reconnaissent le devoir moral de satisfaire les sentiment de vengeance des victimes. En particulier, le fait que des coupables puissent être libérés en raison d'erreurs de procédure, ou en raison de doute, comme dans le cas de Casey Anthony, invite à la vengeance populaire.

## Effets et dysfonctionnements psychologiques
Si beaucoup de personnes pensent qu'elles se sentiront mieux après s'être vengées, la littérature scientifique rapporte plusieurs contre-exemples. Notamment, des recherches en psychologie ont montré que la rumination mentale ne cessait pas systématiquement après la vengeance. De plus, les personnes qui se vengent peuvent finalement ressentir du remords.
Lorsque la vengeance est opérée par une source externe, comme une justice d'État ou un aléa, le vengé peut la vivre encore plus positivement que s'il l'avait opérée lui-même, parce qu'il se sent en plus reconnu, soutenu et/ou protégé par la collectivité ou les circonstances. La satisfaction des victimes est particulièrement importante lorsque leur offenseur fait le lien entre sa punition et son comportement antérieur.
Bien qu'il ne soit pas systématiquement bénéfique, le désir de vengeance est normal face à une injustice. Il est l'expression d'un ensemble de mécanismes de défense innés et appris. Cependant, lorsque l'agresseur sévit en toute puissance et de manière prolongée, la victime peut souffrir de dissociation traumatique et/ou de syndrome de Stockholm et l'absence d'un désir de vengeance peut être inquiétant. On l'observe notamment chez les victimes d'abus chroniques dans l'enfance et chez les souffre-douleur.[réf. nécessaire]

## Dans la culture

### Littérature
- J'irai cracher sur vos tombes (1946) de Boris Vian.

### Arts visuels et médiatiques
La vengeance est citée et montrée dans une variante de médias à savoir les films, séries télévisées, la musique et les jeux vidéo. Dans Kill Bill et sa suite, Beatrix Kiddo (incarnée par Uma Thurman) tente de se venger de son ex-boss Bill en le tuant,. D'autres titres sur ce thème unique incluent La Vengeance d'une femme et La Vengeance dans la peau. D'autres titres montrant la vengeance incluent Le Comte de Monte-Cristo, Colomba (nouvelle), Old Boy, Hamlet, La Vengeance du pardon et V pour Vendetta (film). Le jeu vidéo Metal Gear Solid 5 traite aussi du thème de la vengeance, après que le héros Big Boss échappe à une tentative d’assassinat et assiste à la destruction de son armée privée Militaires sans frontières.[réf. nécessaire]